# Traffic evaporation
Traffic evaporation (wörtlich übersetzt Verkehrsverdunstung, alltäglich auch fälschlich Verkehrsverpuffung) beschreibt den Effekt der Verringerung des Kraftfahrzeugaufkommens bei der Einführung von Verkehrsberuhigung in benachbarten Straßen.
Das oftmals anstelle einer Verkehrsverlagerung in benachbarte Straßen beobachtete Phänomen ist durch
- die Wahl von näherliegenden Zielen,
- die Vermeidung von Autofahrten,
- die Verteilung auf zahlreiche alternative Routen sowie
- den Umstieg auf andere Verkehrsmittel

zu erklären. Die Folge können selbstverstärkende Effekte sein, sodass die Einführung lokaler Verkehrsberuhigung auch in benachbarten Gebieten positive Auswirkungen auf die Flächennutzung, öffentliche Gesundheit, Klimaschutz und Verkehrsfluss haben kann.
Verschiedenen Übersichtsstudien zufolge reduziert sich das Verkehrsaufkommen in der Nachbarschaft von verkehrsberuhigten Straßen oder Quartieren bis in mittlere zweistellige Prozentbereiche, während es an direkt angrenzenden Straßen allenfalls zu niedrigen einstelligen, statistisch meist nicht signifikantem, Mehraufkommen kommt. Der Effekt wird auch bei der Simulation sogenannter Superblocks beobachtet.
| Art der Verkehrsberuhigung | Minimalwert | Maximalwert |
| -------------------------- | ----------- | ----------- |
| Straßenzug                 | - 4 %       | - 52 %      |
| (Wohn-)Quartier            | - 15 %      | - 28 %      |
| Gesamte Innenstadt         | - 25 %      | - 69 %      |

Da die durch Verkehrsberuhigung erzielte Verkehrsverpuffung nicht immer deckungsgleich mit Vorteilen aller Stakeholder sei, wird in den Wissenschaften eine integrierte Bewertung und Abwägung entsprechender Maßnahmen diskutiert.